# Peter Samson
Peter R. Samson (Fitchburg, Massachusetts, 1941) es un científico informático de Estados Unidos, más conocido por ser pionero en la creación de software de cómputo (informática).
Samson estudió en el Instituto Tecnológico de Massachusetts (MIT) entre 1958 y 1963. Escribió la primera edición del Tech Model Railroad Club (TMRC), un predecesor del Jargon File o archivo de jerga. Apareció en Hackers: Heroes of the Computer Revolution, de Steven Levy.

## Carrera

### The Tech Model Railroad Club
Como miembro del Tech Model Railroad Club en su época de estudiante en el MIT, Samson destacó por sus contribuciones técnicas en el subcomité de señales y potencia. Steven Levy, en el libro Hackers: Heroes of the Computer Revolution, destaca el interés de Samson por los trenes y la electrónica, así como su influencia en el club. 
Levy explica cómo el club fue el punto de partida hacia el hackeo y su habilidad para manipular equipos electrónicos y código de máquina para crear programas. Levy también menciona cómo Samson descubrió su pasión por la programación con el IBM 704, pero así mismo su frustración con el alto nivel de seguridad que presentaba la máquina. Solo aquellos con un alto nivel de acceso podían utilizar la computadora con todos los programas para ser procesados a través de la máquina por otra persona. Esto significaba que Samson no podía ver los resultados de sus programas hasta después de algunos días de haberlos entregado. 
Debido a estas restricciones del IBM 704 y su integración al TX-0 (posteriormente nombrado Tixo), Samson pudo explorar su obsesión por los programas de computación. Los miembros del Tech Model Railroad Club podían acceder a la computadora directamente, sin tener que hacerlo a través de un supervisor.

### Principio delsoftware
Trabajando con Jack Dennis en el TX-0 en el edificio 26 del MIT, Samson desarrolló un interés en las formas de onda de la computadora para sintetizar la música. Para la PDP-1 escribió Harmony Compiler, con el cual los usuarios del PDP-1 podían codificar música.
Escribió Expensive Planetarium para desplegar las constelaciones para Spacewar!.
También para el PDP-1 escribió TJ-2 (Type Justifying Program), el predecesor de troff y nroff, programas para formato de páginas desarrollados en los Laboratorios Bell, juego de cartas War y con Alan Kotok, T-Square, un programa para redacción que utilizaba un control de Spacewar!, como dispositivo de entrada.

### DEC
Samson contribuyó en el desarrollo de la PDP-6 para Digital Equipment Corporation (DEC) y escribió el primer compilador de Fortran. Es el autor de Fortran II.

### Chino
En Systems Concepts, desarrolló el primer sistema de comunicación con caracteres digitales chinos, mientras era director de mercadeo y director de desarrollo de programas.

### Música sintetizada
Samson diseñó los conceptos de los sistemas del sintetizador digital. Construidos en Systems Concepts, fueron durante diez años los principales motores de la música por computadora en el CCRMA de la Universidad de Stanford.

### NASA
Samson supervisó la ingeniería de manufactura del hardware, incluyendo los subsistemas centrales de memoria para el complejo de la supercomputadora ILLIAC IV en el centro de investigación Ames de la NASA.

### Autodesk
En Autodesk, contribuyó al renderizado, animación, navegadores de web y lenguajes scripts. Ha recibido patentes de Estados Unidos en antipiratería y realidad virtual.

## Carreras del metro
En 1966, Samson intentó viajar en todas las líneas del Metro de Nueva York en un solo viaje y en el menor tiempo posible. Samson utilizó una computadora para planear el evento. Consiguió hacer el viaje en 25 horas y 36 minutos y, aunque no pudo obtener el tiempo más rápido, el intento de Samson fue un acto de inspiración para muchas carreras similares.

## Actualidad
A Samson se le escucha en el panel de discusión Mouse that Roared en el Museo Histórico de Ordenadores, grabado en mayo del 2006 para celebrar la restauración de una PDP-1. Para el proyecto de restauración realizó ingeniería inversa de las cintas de música de la era de la PDP-1 y construyó un reproductor para el museo, donde actualmente es docente.